# 제르송 기마랑이스 페헤이라 주니오르
제르송 기마랑이스 페헤이라 주니오르(Gerson Guimarães Ferreira Júnior, 1992년 1월 7일 ~ )는 제르송으로 알려진 브라질 출신의 축구 선수이다. 현재 FK 리에파야 소속이다. 2017년 폴란드 엑스트라클라사의 레히아 그단스크에서 대한민국 K리그 클래식의 강원 FC로 임대되어 활약한 바 있다. K리그 등록명은 제르손이었다.